# Flaka, Gustavs
Flaka är en ö i Gustavs i Finland. 
Öns area är 12 hektar och dess största längd är 500 meter i öst-västlig riktning.